# Brusselse gewestverkiezingen 2009/Kandidatenlijst/N-VA
Dit is de kandidatenlijst van N-VA voor de Brusselse gewestverkiezingen van 2009. De verkozenen staan vetgedrukt.

## Effectieven
1. Paul De Ridder
2. Linda Mbungu-Dinkueno
3. André Sadones
4. Atia Zaka
5. Jan Bulens
6. Sara Rampelberg
7. Nic Martin
8. Annie Geeraerts-Den Hondt
9. Maurits Camps
10. Linda Colombier
11. Herman Wilms
12. Magdalena Luckx
13. Erik Pauwels
14. Lieve Vranckx
15. Christophe Devos
16. Clémence Van den Bergh
17. Karl Vanlouwe

### Opvolgers
1. Karl Vanlouwe
2. Sara Rampelberg
3. Christophe Devos
4. Linda Mbungu-Dinkueno
5. Nic Martin
6. Atia Zaka
7. Willem Ruytjens
8. Annie Geeraerts-Den Hont
9. Herman Wilms
10. Magdalena Luckx
11. Maurits Camps
12. Linda Colombier
13. André Sadones
14. Lieve Vranckx
15. Clémence Van den Berg
16. Paul De Ridder